# Gymnelia carabayana
Gymnelia carabayana là một loài bướm đêm thuộc phân họ Arctiinae, họ Erebidae.